# Haplopus achalus
Haplopus achalus är en insektsart som först beskrevs av Rehn, J.A.G. 1904.  Haplopus achalus ingår i släktet Haplopus och familjen Phasmatidae. Inga underarter finns listade i Catalogue of Life.